# Jagex
Jagex Ltd – przedsiębiorstwo działające na terenie Wielkiej Brytanii, z siedzibą w Cambridge. Produkuje gry komputerowe oparte na języku programowania Java. Jedną z produkcji jest gra z gatunku MMORPG pt. RuneScape. Na przełomie 2007 i 2008 roku Jagex stworzył FunOrb – stronę internetową z grami online, z których większość to klasyczne gry (np. szachy, cztery w rzędzie). 19 stycznia 2010 roku została wydana gra strategiczna osadzona w realiach antycznych Chin – War of Legends. W 2010 poinformowano o pracach nad grą sci-fi MMORPG, zatytułowaną Stellar Dawn. W tym samym roku rozpoczęto także produkcję trzeciego MMO, który miał być osadzony w realiach fantasy.
26 lipca 2010 roku Jagex dokonał zakupu praw do gry Planetarion, z zamiarem wydania jej kontynuacji. Według informacji z 2010 roku Jagex zatrudniał ponad 400 osób.